# Жабјак
Жабјак је насељено место у општини Ровишће, у Бјеловарско-билогорској жупанији, Република Хрватска.

## Историја
До нове територијалне организације у Хрватској место је припадало бившој великој општини Бјеловар.

## Становништво
На попису становништва 2011. године, Жабјак је имао 383 становника.

## Попис1991.
На попису становништва 1991. године, насељено место Жабјак је имало 339 становника, следећег националног састава:
| Попис 1991.‍ | Попис 1991.‍ | Попис 1991.‍ | Попис 1991.‍ | Попис 1991.‍ |
| ----------- | ----------- | ----------- | ----------- | ----------- |
|             |             |             |             |             |
| Хрвати      | Хрвати      |             | 320         | 94,39%      |
| Југословени | Југословени |             | 12          | 3,53%       |
| Срби        | Срби        |             | 3           | 0,88%       |
| Чеси        | Чеси        |             | 1           | 0,29%       |
| непознато   | непознато   |             | 3           | 0,88%       |
| укупно: 339 |             |             |             |             |